# 空知支庁

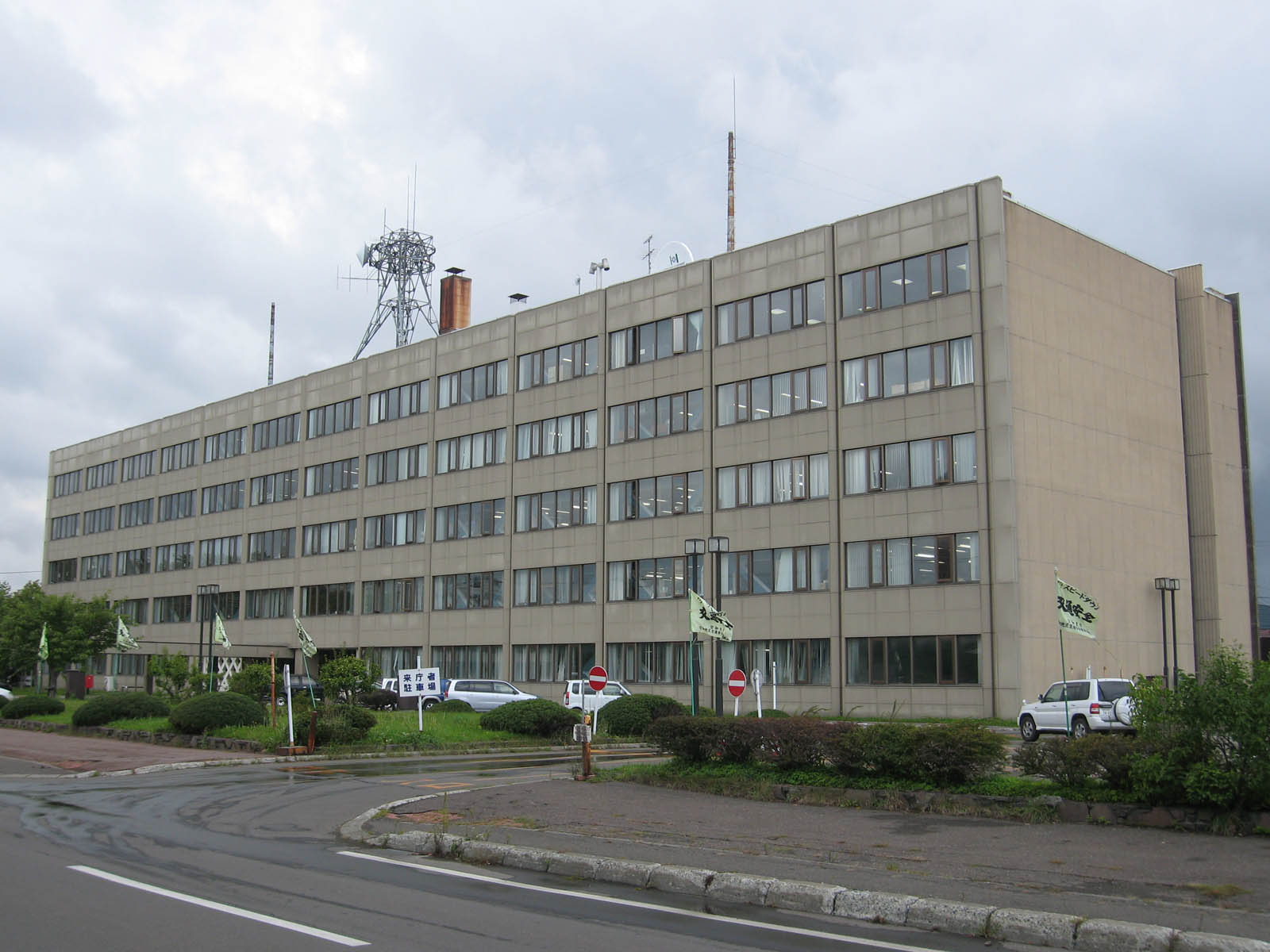
空知総合振興局庁舎

空知支庁（そらちしちょう）は、かつて北海道に存在した支庁のひとつ。支庁名は石狩国空知郡に由来する。支庁所在地は岩見沢市。2010年（平成22年）4月1日、空知総合振興局に改組。

## 歴史
- 江戸時代の空知郡域は西蝦夷地に属し松前藩領となっていた。
- 1897年（明治30年） - 空知支庁設置
- 1899年（明治32年） - 富良野村（現在の上富良野町・中富良野町・富良野市・南富良野町）を上川支庁へ移管
- 1948年（昭和23年）10月20日 - 地方自治法の施行に基づき支庁は都道府県が条例で任意に設置する総合出先機関となり、北海道支庁設置条例（昭和23年9月27日条例第44号）が施行される（条例で空知郡（上富良野町、中富良野町及び南富良野町を除く）、夕張郡、樺戸郡、雨竜郡を所轄区域、支庁の位置を岩見沢市と定める）[1]。
- 2006年（平成18年）3月27日 - 岩見沢市に栗沢町、北村を編入。
- 2008年（平成20年）6月28日 - 北海道議会において､留萌支庁を上川支庁に編入する等､14支庁を9地域に再編し、名称を支庁から地域振興局に改める旨の条例案が可決された｡この条例では、石狩振興局は道央総合振興局（旧空知支庁より改組）の下に置かれることになっていた。
- 2009年（平成21年）3月31日 - 他の総合振興局への編入対象となった支庁の反発を受け、北海道議会で条例の改正案が可決。これに伴い、振興局は総合振興局と同等の扱い（地方自治法上の支庁）へ改められるとともに、広域で所管することが望ましい業務に関しては隣接する総合振興局の所掌事務とすることが出来るとされた。
- 2010年（平成22年）4月1日 - 空知支庁が廃止され、空知総合振興局が発足。同時に、旧空知支庁に属した幌加内町が上川総合振興局に編入される[2]。

## 地理

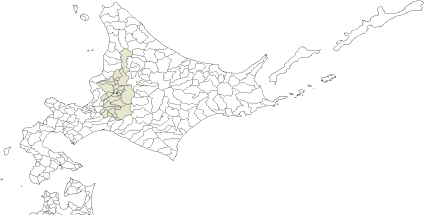
道内における空知支庁の位置

南北に長い領域を貫くJR函館本線・道央自動車道・国道12号を軸に多数の鉄道・幹線道路が接続しており、枝分かれした樹木のような形の交通網を形成している。中でも、鉄道と幹線道路の両方で接続路線を有する岩見沢市（JR室蘭本線・国道234号）・滝川市（JR根室本線・国道38号・国道451号）・深川市（JR留萌本線・国道233号/深川留萌自動車道・国道275号）の3市は交通の要衝として、広域的にも重要な位置づけとなっている。

### 都市雇用圏（10% 通勤圏）の変遷
以下は、旧・空知支庁（現・空知総合振興局）管内における都市雇用圏（10% 通勤圏、中心都市の DID 人口が1万人以上）の変遷である。一般的な都市圏の定義については都市圏を参照のこと。
- 10% 通勤圏に入っていない自治体は、各統計年の欄で灰色かつ「-」で示す。

| 自治体 ('80) | 1980年                   | 1990年                   | 1995年                   | 2000年                   | 2005年                   | 2010年                   | 自治体 （現在） |
| ------------ | ------------------------ | ------------------------ | ------------------------ | ------------------------ | ------------------------ | ------------------------ | --------------- |
| 深川市       | 深川 都市圏 3万5376人    | 深川 都市圏 3万0652人    | 深川 都市圏 2万8770人    | 深川 都市圏 3万5079人    | 深川 都市圏 3万2784人    | 深川 都市圏 2万9901人    | 深川市          |
| 妹背牛町     | -                        | -                        | -                        | 深川 都市圏 3万5079人    | 深川 都市圏 3万2784人    | 深川 都市圏 2万9901人    | 妹背牛町        |
| 秩父別町     | -                        | -                        | -                        | 深川 都市圏 3万5079人    | 深川 都市圏 3万2784人    | 深川 都市圏 2万9901人    | 秩父別町        |
| 北竜町       | -                        | -                        | -                        | -                        | -                        | -                        | 北竜町          |
| 沼田町       | -                        | -                        | -                        | -                        | -                        | -                        | 沼田町          |
| 雨竜町       | -                        | -                        | -                        | -                        | -                        | -                        | 雨竜町          |
| 新十津川町   | 滝川 都市圏 6万0610人    | 滝川 都市圏 9万6034人    | 滝川 都市圏 9万2022人    | 滝川 都市圏 9万4421人    | 滝川 都市圏 9万0141人    | 滝川 都市圏 9万6779人    | 新十津川町      |
| 滝川市       | 滝川 都市圏 6万0610人    | 滝川 都市圏 9万6034人    | 滝川 都市圏 9万2022人    | 滝川 都市圏 9万4421人    | 滝川 都市圏 9万0141人    | 滝川 都市圏 9万6779人    | 滝川市          |
| 奈井江町     | -                        | 滝川 都市圏 9万6034人    | 滝川 都市圏 9万2022人    | 滝川 都市圏 9万4421人    | 滝川 都市圏 9万0141人    | 滝川 都市圏 9万6779人    | 奈井江町        |
| 上砂川町     | -                        | 滝川 都市圏 9万6034人    | 滝川 都市圏 9万2022人    | 滝川 都市圏 9万4421人    | 滝川 都市圏 9万0141人    | 滝川 都市圏 9万6779人    | 上砂川町        |
| 砂川市       | 砂川 都市圏 2万5355人    | -                        | 滝川 都市圏 9万2022人    | 滝川 都市圏 9万4421人    | 滝川 都市圏 9万0141人    | 滝川 都市圏 9万6779人    | 砂川市          |
| 歌志内市     | -                        | -                        | -                        | 滝川 都市圏 9万4421人    | 滝川 都市圏 9万0141人    | 滝川 都市圏 9万6779人    | 歌志内市        |
| 赤平市       | 赤平 都市圏 2万5467人    | 赤平 都市圏 1万9407人    | -                        | -                        | -                        | 滝川 都市圏 9万6779人    | 赤平市          |
| 芦別市       | -                        | 芦別 都市圏 2万5078人    | 芦別 都市圏 2万2931人    | 芦別 都市圏 2万1026人    | -                        | -                        | 芦別市          |
| 浦臼町       | -                        | -                        | -                        | -                        | -                        | -                        | 浦臼町          |
| 月形町       | -                        | -                        | -                        | -                        | -                        | -                        | 月形町          |
| 美唄市       | 美唄 都市圏 3万8550人    | 美唄 都市圏 3万5165人    | 美唄 都市圏 3万3434人    | 美唄 都市圏 3万1181人    | 美唄 都市圏 2万9083人    | 美唄 都市圏 2万6034人    | 美唄市          |
| 三笠市       | 岩見沢 都市圏 11万1714人 | 岩見沢 都市圏 10万5884人 | 岩見沢 都市圏 10万8027人 | 岩見沢 都市圏 10万9857人 | 岩見沢 都市圏 10万5604人 | 岩見沢 都市圏 10万0366人 | 三笠市          |
| 岩見沢市     | 岩見沢 都市圏 11万1714人 | 岩見沢 都市圏 10万5884人 | 岩見沢 都市圏 10万8027人 | 岩見沢 都市圏 10万9857人 | 岩見沢 都市圏 10万5604人 | 岩見沢 都市圏 10万0366人 | 岩見沢市        |
| 栗沢町       | 岩見沢 都市圏 11万1714人 | 岩見沢 都市圏 10万5884人 | 岩見沢 都市圏 10万8027人 | 岩見沢 都市圏 10万9857人 | 岩見沢 都市圏 10万5604人 | 岩見沢 都市圏 10万0366人 | 岩見沢市        |
| 北村         | -                        | -                        | 岩見沢 都市圏 10万8027人 | 岩見沢 都市圏 10万9857人 | 岩見沢 都市圏 10万5604人 | 岩見沢 都市圏 10万0366人 | 岩見沢市        |
| 夕張市       | 夕張 都市圏 4万1715人    | -                        | -                        | -                        | -                        | -                        | 夕張市          |
| 栗山町       | -                        | -                        | -                        | -                        | -                        | -                        | 栗山町          |
| 由仁町       | -                        | -                        | -                        | -                        | -                        | -                        | 由仁町          |
| 長沼町       | -                        | -                        | -                        | -                        | -                        | -                        | 長沼町          |
| 南幌町       | -                        | -                        | 札幌 都市圏              | 札幌 都市圏              | 札幌 都市圏              | 札幌 都市圏              | 南幌町          |

## 地域

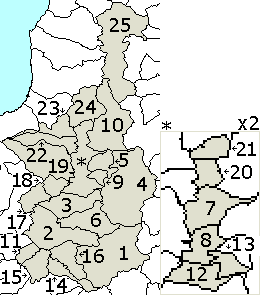
空知支庁の自治体
1. 夕張市2. 岩見沢市3. 美唄市4. 芦別市5. 赤平市6. 三笠市7. 滝川市8. 砂川市9. 歌志内市10. 深川市11. 南幌町12. 奈井江町13. 上砂川町14. 由仁町15. 長沼町16. 栗山町17. 月形町18. 浦臼町19. 新十津川町20. 妹背牛町21. 秩父別町22. 雨竜町23. 北竜町24. 沼田町25. 幌加内町

空知地方は全域が石狩国の領域に属するが、南北に長い領域を持つため、さらに細分して南空知・中空知・北空知と区分することがある。
北空知
- 深川市
- 雨竜郡：妹背牛町、秩父別町、北竜町、沼田町

中空知
- 芦別市
- 赤平市
- 滝川市
- 砂川市
- 歌志内市
- 空知郡：奈井江町、上砂川町
- 樺戸郡：浦臼町、新十津川町
- 雨竜郡：雨竜町

南空知
- 夕張市
- 岩見沢市
- 美唄市
- 三笠市
- 空知郡：南幌町
- 夕張郡：由仁町、長沼町、栗山町
- 樺戸郡：月形町

## その他
- 北海道の地域の分類としては道央エリアに属するとみなすことが多いが、北空知地方（雨竜町を含む場合もある）については、場合によっては道北エリアとみなす場合がある。例えば運輸支局の管轄は赤平市・滝川市・新十津川町以南と深川市・妹背牛町・雨竜町以北で分かれており（南が札幌、北が旭川）、自動車のナンバーもこれに合わせて「札幌」「旭川」となる。またNHKも、滝川市以南が札幌放送局エリアなのに対し、深川市以北は旭川放送局エリアとなっている。